# Peter Marlow
Pour les articles homonymes, voir Marlow (homonymie).
Peter Marlow, né le 19 janvier 1952 à Kenilworth, Angleterre, et mort le 21 février 2016 à Londres, est un photographe de presse britannique de l'agence Magnum.

## Biographie
Il étudie la psychologie à l'université de Manchester, dont il est diplômé en 1974. Il travaille sur un bateau de croisière italien dans les Caraïbes en 1975 avant de rejoindre l'agence Sygma à Paris en 1976. Il rejoint l'Irlande du Nord et le Liban, puis retourne à Liverpool où il prépare un projet de 8 ans. Il rejoint, en 1981, l'agence Magnum pour devenir un membre à part entière en 1986.
En 1991, il est assigné par le département de la Somme pour photographier Amiens. Il travaille ensuite au Japon, aux États-Unis et en Europe. Ses photos sont principalement en couleur. Il travaille également pour Tony Blair.
Peter Marlow décède de la grippe à Londres le 21 février 2016, à  l'âge de 64 ans, à la suite d'un déficit immunitaire lié à une transplantation de moelle osseuse destinée à lutter contre un myélome multiple.

## Vie privée
Peter Marlow a quatre enfants, Max, Theo, Felix et Chloé, nés de son union avec Fiona, son épouse.

## Récompenses
- 1999, III Premio de Creacion Fotografica Luis Ksado
- 1988, The Photographers' Gallery
- 1986, National Headline Award
- 1982, Arts Council of Great Britain

## Expositions
- 2001, Nantes, ABN AMRO Gallery, Nantes (France)
- 2000, Britain, Saison Photographique Cherbourg, Octeville (France)
- 1999, Ancient Kumano Roads Japan and the Road to Santiago de Compostela Spain, galeries d'Osaka, Kyoto, Tokyo et Wakayama (Japon)
- 1998, Non Places, Keynes Gallery, Canterbury (Royaume-Uni)
- 1994, Looking Out to Sea, Royal Photographic Society, Bath (Royaume-Uni)
- 1993, Brighton Besides the Seaside, University Gallery, Brighton (Royaume-Uni)
- 1993, Looking Out to Sea, Open Eye Gallery, Liverpool et The Photographers' Gallery, Londres (Royaume-Uni)
- 1989, Liverpool, Il Diaframma, Milan (Italie)
- 1987, Peter Marlow's London Night Photos, Lausanne (Suisse)
- 1983, London by Night, The Photographers' Gallery, Londres
- 1979, The Ultra Right in Europe, La Galerie Canon, Amsterdam (Pays-Bas)

## Collections
- Museum of London, Londres
- Imperial War Museum, Londres
- Louisiana Museum, Danemark
- The Arts Council of Great Britain (en)
- The Photographers' Gallery, Londres
- Centre national de la photographie, Paris
- Victoria and Albert Museum, Londres
- Royal Photographic Society, Bath, Royaume-Uni
- Institut valencien d'art moderne, Valence, Espagne
- National Portrait Gallery (Royaume-Uni)
- Archive of the Birmingham City Library, Birmingham, Royaume-Uni
- Magnum Photos Collection, Harry Ransom Center (en), université du Texas à Austin (États-Unis)

## Publications
- Concorde - The Last Summer, Royaume-Uni, Thames & Hudson, 2006.  (ISBN 978-0-500-51312-5)
- The Shape of a Pocket (avec John Berger), Royaume-Uni, Bloomsbury, 2001.
- March 30 to August 05, une édition limitée sur la conversion des Gainsborough Studios for the Almeida Theatre, Royaume-Uni, 2000
- Ancient Kumano Roads and Roads to Santiago, Japon, A+A Publishing, 1999.
- Department Somme, Trois Cailloux, France, 1992.
- Universal Declaration of  Human Rights, Italie, Arte, 1998.
- Underground, France, Cahiers du Cinéma, 1995.
- Liverpool: looking out to sea, Royaume-Uni, Jonathan Cape/Random House, 1993.  (ISBN 978-0-224-03727-3)
- Europe on the dark side of the stars, France, Secours Populaire Français, 1992.

## Filmographie
- 1994, Profile of Peter Marlow, The Late Show BBC, Royaume-Uni
- 1992, Waiting for Madonna (documentaire de Peter Marlow, 15 min), TV Tokyo, Japon/Little Magic Productions (États-Unis)
- 1989, Moving Stills, Channel Four, Royaume-Uni.